# Курник (пирог)

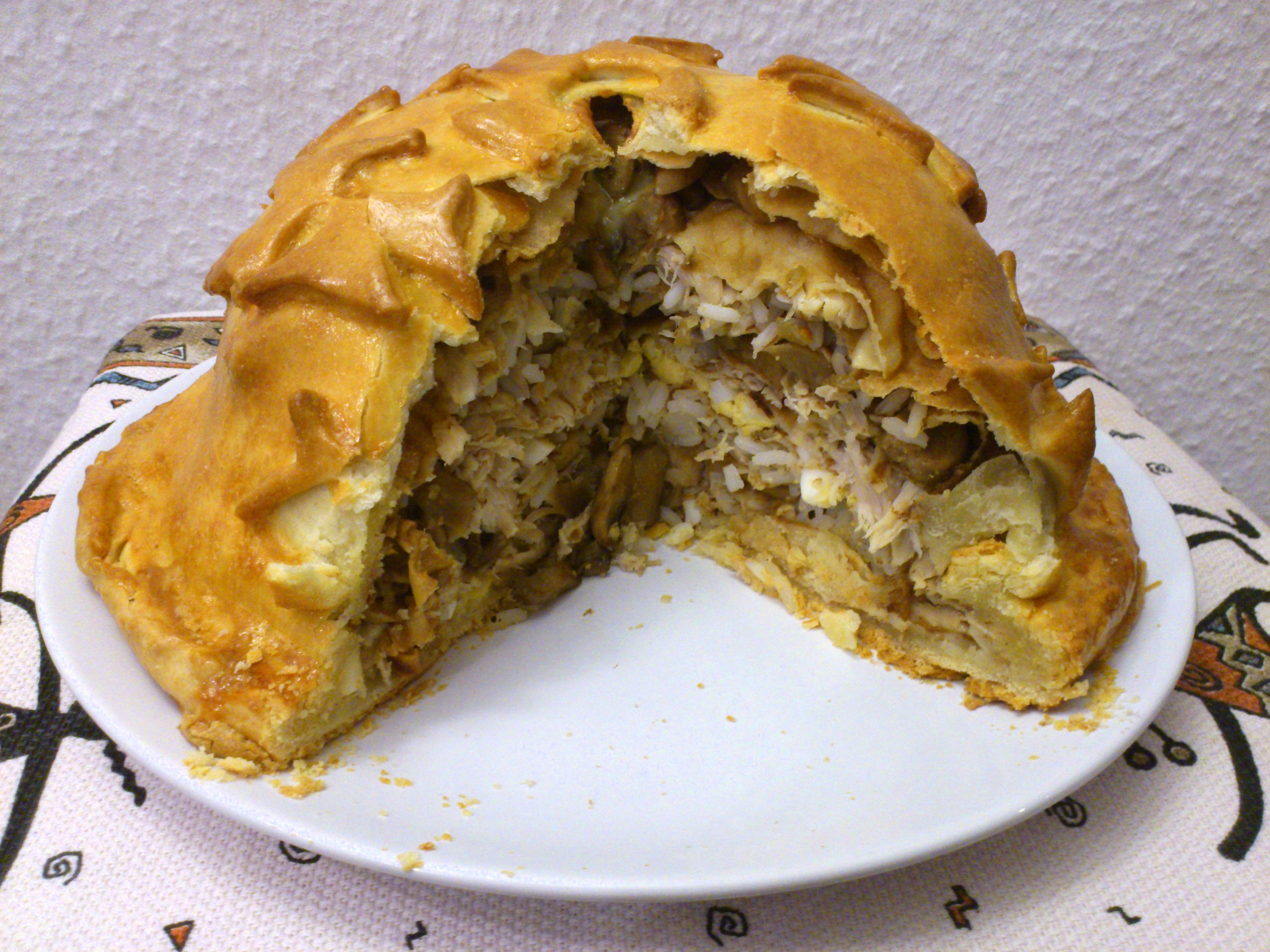
Курник с грибами, рисом и яйцами

Курник — русский пирог куполообразной формы с начинкой из курятины или индюшатины. Распространён в Южной России, особенно среди донского и кубанского казачества. Как свадебный пирог выпекался и в других регионах России.
Традиционно курник считался блюдом, которое подносили на праздничные мероприятия, например, на свадьбу или на Троицу. Свадебный курник делали больших размеров. Как правило, на свадьбу приготавливали два курника: один курник предназначался жениху, а другой — невесте. Пирог переламывали над головами свадебной пары. Обильное количество выпавших пшеничных зёрен сулило молодожёнам богатство.
По одной из версий, название блюда произошло от того, что курники часто набивали курицей. На севере курником называют небольшие пироги с рыбой. Также существует версия, что своим названием курник обязан выходящему, как бы «курящемуся», при приготовлении в верхнем отверстии пару.
Для приготовления курника можно использовать как сдобное, так и пресное тесто (также используют пресное слоёное тесто). Обычно из одного вида готовят блинчики, разделяющие начинку, а другое тесто предназначается для изготовления шапки пирога.
В традиционном курнике часто в качестве начинки употребляется каша, особенно гречневая, а также яйцо с жареным луком. Начинкой могли служить такие продукты, как грибы, ягоды, квашеная капуста, различные виды мяса. Правильно приготовленным считается курник с большим количеством начинок.
В Сибири и Удмуртии курник готовят из слоя лука (обязательно самый нижний), слоя картошки и курицы со специями. Лук нельзя посыпать сахаром. Пергаментную бумагу при выпекании обычно не используют, а сыплют на курник немного муки.